# Gelijkheidsdenken
Het gelijkheidsdenken is een rechtsfilosofische stroming, waarin de gelijkheid van mensen centraal staat.

## Inleiding
Het klassieke parool van de Franse Revolutie was: "Vrijheid, Gelijkheid en Broederschap". De basis van het gelijkheidsdenken wordt in die periode dan ook gelegd door Franse filosofen als Voltaire, Rousseau en Denis Diderot. De grondslag van het gelijkheidsdenken is terug te vinden in de Amerikaanse Onafhankelijkheidsverklaring, die grotendeels werd opgesteld door Thomas Jefferson en die door vertegenwoordigers van de toen 13 Britse koloniën aan de Amerikaanse oostkust werd aangenomen op 4 juli 1776.
Een van de eerste zinnen van deze Onafhankelijkheidsverklaring luidt: "We hold these truths to be self-evident, that all men are created equal, that they are endowed by their Creator with certain unalienable rights, that among these are Life, Liberty and the pursuit of Happiness." (Wij houden als vanzelfsprekend dat ieder mens gelijk gecreëerd is, dat zij door hun Schepper begiftigd zijn met onvervreemdbare rechten en dat onder deze rechten vallen leven, vrijheid en het nastreven van geluk, vert. HE).
In de Franse Verklaring van de Rechten van de Mens en de Burger van 26 augustus 1789 kwam een dergelijke bepaling ook voor: artikel 1 bepaalde "De mensen worden vrij en met gelijke rechten geboren en blijven dit. Maatschappelijke verschillen kunnen slechts op het algemeen welzijn gebaseerd worden.". Opvallend is dat hier gesproken wordt over gelijke rechten, terwijl in de dertien jaar oudere verklaring van de Verenigde Staten van Amerika gesproken wordt over "gelijk gecreëerd". Toch liggen deze twee verklaringen ten grondslag aan het gelijkheidsdenken.

## Natuurrechttheorie
In de rechtsfilosofie bestaat een stroming, die zich richt op onvervreemdbare en niet aan cultuur of tijd gebonden rechten van de mens, het natuurrecht. Deze theorie gaat terug tot Aristoteles en komt ook in de geschriften van Thomas van Aquino terug.
Feitelijk is de Universele verklaring van de rechten van de mens van de Verenigde Naties een moderne uitdrukking van het natuurrecht. Het gelijkheidsdenken is tussen 1776 en 1948 - toen een antwoord gevonden moest worden op de uitwassen van het rechtspositivisme - gewijzigd van gelijkheid naar gelijkwaardigheid. De absolute gelijkheid van mensen is wat op de achtergrond geraakt en is ingeruild voor gelijkwaardigheidsdenken. In Nederland is dit ook terug te zien in artikel 1 van de Grondwet en in de Algemene wet gelijke behandeling. De voorwaarde dat alle mensen gelijk zijn hoeft niet gesteld te worden om toch alle mensen gelijkwaardig te behandelen bij bijvoorbeeld het kiesrecht of het strafrecht. Het gelijkwaardigheidsdenken gaat ervan uit dat mensen in beginsel gelijkwaardig zijn om ze gelijke kansen te geven. Het wordt niet in strijd met deze gedachte geacht om bij een sollicitatieprocedure de meest geschikte kandidaat te nemen.

## Liberalisme en gelijkheidsdenken
In Nederland is in de negentiende eeuw het gelijkheidsdenken omarmd door de liberale stroming. Vanaf de eerste Grondwet in 1814 tot aan de invoering van het algemeen kiesrecht in 1917 en het vrouwenkiesrecht in 1919 hebben progressieve liberalen, in samenwerking met de linkse partijen, geijverd voor het algemeen kiesrecht. Doordat de confessionele stroming streefde naar gelijkstelling van het bijzonder onderwijs met het openbaar onderwijs, nu geregeld in artikel 23 van de Grondwet, konden eerstgenoemde stromingen uiteindelijk het algemeen kiesrecht en kiesrecht van vrouwen realiseren.

## Gelijkheidsdenken: de essentie
Het traditionele gelijkheidsdenken wordt gekenmerkt door een niet alleen gelijk zijn in hun rechten, maar ook in hun mogelijkheden, rechten op kansen in onderwijs en werk en alle overige terreinen van het economische en maatschappelijke leven. Dit recht wordt herleid tot het hierboven reeds genoemde natuurrecht. In de afgelopen eeuwen is het geloof in absolute gelijkheid geleidelijk aan afgenomen en heeft plaats gemaakt voor relatieve gelijkheid: mensen zijn niet zozeer gelijk als wel gelijkwaardig. Daarmee wordt erkend dat mensen, door hun geboorte en erfelijke aanleg wel degelijk verschillend zijn, maar dat deze verschillen niet mogen leiden tot ongelijkwaardigheid: het menselijk leven is - ongeacht geboorte, afkomst of status - even veel waard. Belangrijke invloed op deze discussie is uitgeoefend door psychologen, die in het nature-nurture-debat concludeerden dat sommige verschillen tussen mensen aangeboren zijn. Niet verwonderlijk overigens, zo zijn bepaalde menselijke eigenschappen, zoals ras en sekse evident aangeboren.
Toch zijn er nog steeds aanhangers van het absolute gelijkheidsdenken en tevens in de geschiedenis ook heel wat voorbeelden van het tegenovergestelde. De trans-Atlantische slavenhandel, waarbij in de 17e en 18e eeuw grote hoeveelheden slaven door vooral Nederlandse en Engelse handelaren werden gekocht aan de kust van West-Afrika en verkocht in Amerika. En het nationaalsocialisme in Duitsland medio 1933 ontwikkelde een theorie over de Arische übermensch. Het gevolg daarvan was de Holocaust in de Tweede Wereldoorlog.